# 深田村 (広島県)
深田村（ふかだむら）は、広島県御調郡にあった村。現在の三原市、尾道市の一部にあたる。

## 地理
- 河川：栗原川、藤井川[1]

## 歴史
- 1889年（明治22年）4月1日、町村制の施行により、御調郡深村、久山田村が合併して村制施行し、深田村が発足[1][2]。役場を大字深字中組の聖光庵に設置[3]。
- 1899年（明治32年）役場を大字久山田に移転[3]。
- 1920年（大正9年）大字深に電灯点灯[3]。
- 1945年（昭和20年）福山空襲で大字深字上組の山林25町が焼失[3]。
- 1949年（昭和24年）役場を大字深字中組の公会堂内に移転[3]。
- 1951年（昭和26年）4月1日、深田村を二分割し、大字深を三原市に、大字久山田を尾道市にそれぞれ編入して廃止された[1][2]。

## 産業
- 農業

## 教育
- 1922年（大正11年）深尋常小学校に高等科併置[3]
- 1947年（昭和22年）深中学校開校[3]